# Hội chợ văn hóa dân gian Suwalski
Hội chợ văn hóa dân gian Suwalski là một lễ hội kéo dài hai ngày diễn ra tại Thành phố Suwałki thuộc tỉnh Podlaskie ở phía đông bắc Ba Lan. Lễ hội thường được tổ chức vào cuối tháng 7 hàng năm.

## Mô tả
Đây là sự kiện văn hóa dân gian hàng năm quan trọng nhất của Suwalki nhằm quảng bá truyền thống dân gian đa văn hóa và truyền thống dân gian ở vùng biên giới. Hàng năm, gần 5.000 khán giả từ Ba Lan và nước ngoài về đây tham dự. Mục đích chính của sự kiện là để bảo vệ, hỗ trợ, ghi chép và quảng bá văn hóa dân gian và thủ công mỹ nghệ dân gian của các dân tộc sống trong vùng Macroregion.
Bên cạnh đó, hội chợ văn hóa dân gian Suwałki cũng quản bá âm nhạc và điệu nhảy Suwałki cũng như các sản phẩm dân gian địa phương và các món ăn ngon. Ngoài ra, vào ngày thứ hai, du khách có thể xem các nghi lễ gia đình như "Podsuwalski wieczór panieński", hoặc xem các điệu nhảy của Litva và nghe nhạc Litva.
Hội chợ là một ý tưởng tuyệt vời để trình bày nghệ thuật dân gian và thủ công truyền thống, bao gồm dệt, rèn, phay trên kéo sợi, kéo sợi len trên bánh xe quay, mà còn vẽ trứng Phục sinh, thêu, tạo hoa từ giấy lụa. "Một trong những yếu tố có giá trị nhất của Hội chợ là trình bày các sản phẩm thủ công truyền thống, được thực hiện dưới hình thức hội thảo mở. Và mặc dù ngôi làng hiện đại đang thay đổi rất nhiều, đặc biệt là trong thời đại toàn cầu hóa và thống nhất, việc trở về cội nguồn và nguồn gốc là điều tự nhiên và có lợi cho việc xác định danh tính riêng.
Trong số những nghệ sĩ biểu diễn, có nhiều nghệ sĩ nổi tiếng như nhóm Troczanie, Pogranicze, Onegdaj, Przeroślaki, Ejszyszczanie, Majowe Kwiat, Silver Primroses và Suwalki Starszaki. Hay ban nhạc kèn đồng người Serbia Orkestar Kristijana Azirović, người tham gia Liên hoan âm nhạc, nghệ thuật và văn hóa dân gian quốc tế lần thứ 12 Podlaska Oktawa Kultur tại Bialystok, ban nhạc ZPiT Suwalszczyzna.